# Ronde de nuit (film, 1984)
Pour les articles homonymes, voir Ronde de nuit.
Pour plus de détails, voir Fiche technique et Distribution.
Ronde de nuit est un film français réalisé par Jean-Claude Missiaen, sorti en 1984.

## Synopsis
Leo Gorce (Eddy Mitchell) et Gu Arenas (Gérard Lanvin), deux inspecteurs de la police judiciaire de Paris, enquêtent sur la mort suspecte d'un député. Au cours de leurs investigations et parfois au péril de leur vie, ils mettent au jour, avec le soutien de la journaliste Diane Castelain (Françoise Arnoul), une sinistre affaire de manipulation autour de spéculations immobilières impliquant grosses entreprises, certains hommes politiques corrompus et milieu parisien.

## Fiche technique
- Titre : Ronde de nuit
- Scénario : Jean-Claude Missiaen et Claude Veillot
- Photographie : Pierre-William Glenn
- Musique : Yvan Jullien, Hubert Rostaing
- Son : Michel Desrois
- Assistant réalisateur : Olivier Péray
- Décors : Baptiste Poirot
- Montage : Armand Psenny
- Producteur délégué : Alain Sarde
- Sociétés de production : Les Films Alain Sarde - AMLF - Les Films A2
- Genre : action, policier, thriller
- Durée : 95 minutes
- Date de sortie : 
  - France : 11 janvier 1984
- Affiche : Jouineau Bourduge (France)

## Distribution
- Gérard Lanvin : L'inspecteur Gu Arenas
- Eddy Mitchell : L'inspecteur Léo Gorce
- Françoise Arnoul : Diane Castelain - une journaliste
- Raymond Pellegrin : Sissia Carpelli
- Lisette Malidor : Mara
- Gérard Desarthe : Lucien Segalen dit "Le Brestois"
- Amélie Prévost : Christine
- Lucas Belvaux : Laurent - un jeune journaliste
- Pierre Londiche : Raoul Favreau - un promoteur
- Jean-Claude Bouillaud : Jérôme Martineau
- Roland Amstutz : Commissaire Verdier
- Michèle Sand : L'attachée de cabinet
- Marc Chapiteau : Didier Permejat
- Louis Navarre : Bruno Lahire
- Marc de Jonge : Roland Bauchaud
- Steve Kalfa : Luc Marastrat
- Patricia Millardet : Joséphine
- David Jalil : Le gitan
- Pierre Ivanoff : L'inspecteur Collard
- Jean-Pierre Maurin : L'inspecteur Tessier
- Vernon Dobtcheff : James - le majordome
- Eva Harling : Kim
- Jacques Pisias
- Robert Rimbaud : Daniel Gaubert - le directeur de Flash-Radio
- Philippe Mareuil : Philippe Albanel - un député
- Michel Constantin : l'instructeur de stand de tir (voix)
- Edouard Marcellin
- Denise Bailly
- Yves Elliot
- Caroline Laurence
- Frédérique Torrès
- Jérôme Le Paulmier
- Jean Cherlian
- Patrick Pérez
- Kristine Lamouret
- Raymond Aquilon
- Noé Willer
- Gérard Boucaron
- Marcel Jemma
- Patrick Chettrit
- Cassandre Hornez
- Marianne Lors
- Bernard Constant
- Jacques Vrignaud